# Dallas Texans 1961
La stagione 1961 dei Dallas Texans, i futuri Kansas City Chiefs, è stata la seconda della franchigia nell'American Football League. Con un record di 6–8 la squadra terminò al secondo posto della AFL Western Conference.
Il club trasferì il suo training camp alla alma mater di Lamar Hunt, la Southern Methodist University, e inizio la stagione regolare con un record di 3–1 prima di perdere sei gare consecutive, la peggiore striscia sotto la direzione del capo-allenatore Hank Stram. Una delle sconfitte fu un 28–21 a Boston (3 novembre) che ebbe un finale bizzarro con un tifoso che gettò a terra il potenziale touchdown del pareggio da Cotton Davidson a Chris Burford nella giocata finale. La squadra si riprese vincendo tre delle ultime quattro gare concludendo sul 6–8, finendo per la seconda volta consecutiva dietro ai Chargers in classifica.

## Draft AFL 1961
| Scelte nel Draft AFL 1961 |                      |               |                    |
| Giro                      | Giocatore            | Ruolo         | College            |
| 1                         | E.J. Holub 1         | Center        | Texas Tech         |
| 2                         | Bob Lilly            | Tackle        | TCU                |
| 3                         | Jim Tyrer 1,2        | Tackle        | Ohio State         |
| 4                         | Claude Moorman       | Offensive End | Duke               |
| 5                         | Jerry Mays 1,2       | Tackle        | Southern Methodist |
| 7                         | Fred Arbanas 1,2     | Offensive End | Michigan State     |
| 8                         | John O'Day           | Tackle        | Miami              |
| 9                         | Dick Mills           | Tackle        | Pittsburgh         |
| 10                        | Jerry Daniels        | Tackle        | Mississippi        |
| 11                        | Marvin Tibbets       | Halfback      | Georgia Tech       |
| 12                        | Paul Hynes           | Halfback      | Louisiana Tech     |
| 13                        | Glynn Gregory        | Halfback      | Southern Methodist |
| 14                        | Curtis McClinton 1,3 | Halfback      | Kansas             |
| 15                        | Ed Nutting           | Tackle        | Georgia Tech       |
| 15                        | Roy Lee Rambo        | Guard         | TCU                |
| 16                        | Aaron Thomas         | Offensive End | Oregon State       |
| 17                        | Jarrell Williams     | Halfback      | Arkansas           |
| 18                        | Ron Hartline         | Fullback      | Oklahoma           |
| 19                        | Frank Jackson        | Halfback      | Southern Methodist |
| 20                        | Bob Lane             | Offensive End | Baylor             |
| 21                        | Dick Thornton        | Quarterback   | Northwestern       |
| 22                        | Ed Sharockman        | Halfback      | Pittsburgh         |
| 23                        | Lou Zivkovich        | Tackle        | New Mexico State   |
| 24                        | Pat Dye              | Guard         | Georgia            |
| 25                        | Ray Ramsey           | Quarterback   | Adams State        |
| 26                        | Danny House          | Halfback      | Davidson           |
| 27                        | Bob Schloredt        | Quarterback   | Washington         |
| 28                        | Bill Stine           | Guard         | Michigan           |
| 29                        | Lonnie Caddell       | Fullback      | Rice               |
| 30                        | Cedric Price         | Offensive End | Kansas State       |

## Calendario
| Stagione regolare |                       |           |          |
| Turno             | Avversario            | Risultato | Pubblico |
| 1                 | San Diego Chargers    | S 26–10   | 24,500   |
| 2                 | at Oakland Raiders    | V 42–35   | 6,700    |
| 3                 | Houston Oilers        | V 26–21   | 28,000   |
| 4                 | at Houston Oilers     | V 19–12   | 14,500   |
| 5                 | at Buffalo Bills      | S 27–24   | 20,678   |
| 6                 | at Houston Oilers     | S 38–7    | 23,228   |
| 7                 | Boston Patriots       | S 18–17   | 20,500   |
| 8                 | at Boston Patriots    | S 28–21   | 25,063   |
| 9                 | Buffalo Bills         | S 30–20   | 15,000   |
| 10                | at San Diego Chargers | S 24–14   | 33,788   |
| 11                | Oakland Raiders       | V 43–11   | 14,500   |
| 12                | at New York Titans    | S 28–7    | 14,117   |
| 13                | Denver Broncos        | V 49–21   | 8,000    |
| 14                | New York Titans       | V 35–24   | 12,500   |

## Classifiche
| AFL Western Division |    |    |   |      |     |     |     |     |
|                      | V  | S  | P | %    | DIV | PF  | PS  | STR |
| San Diego Chargers   | 12 | 2  | 0 | .857 | 6–0 | 396 | 219 | S1  |
| Dallas Texans        | 6  | 8  | 0 | .429 | 4–2 | 334 | 343 | V2  |
| Denver Broncos       | 3  | 11 | 0 | .214 | 1–5 | 251 | 432 | S7  |
| Oakland Raiders      | 2  | 12 | 0 | .143 | 1–5 | 237 | 458 | S6  |

Nota: I pareggi non venivano conteggiati ai fini della classifica fino al 1972.